# Burgers voor Europese Ontwikkeling van Bulgarije
Burgers voor Europese Ontwikkeling van Bulgarije (Bulgaars: Граждани за европейско развитие на България, afgekort GERB) is een centrumrechtse politieke partij in Bulgarije. Ze werd op 3 december 2006 opgericht door huidig partijleider Bojko Borisov.

## Geschiedenis
GERB won de parlementsverkiezingen in 2009 met 39,7% van de stemmen. Borisov vormde een regering met uitsluitend GERB-leden en hij was zelf van 2009 tot 2013 premier. Bij de Europese Parlementsverkiezingen in Bulgarije behaalde GERB 24,36% van de stemmen. De partij wordt sindsdien in het Europees Parlement door vijf leden vertegenwoordigd. In 2011 werden de bij GERB aangesloten Rosen Plevneliev en Margarita Popova tot president respectievelijk vicepresident van Bulgarije verkozen. GERB won in 2013 opnieuw de Bulgaarse parlementsverkiezingen, ditmaal met 30,5% van de stemmen, maar Borisov weigerde een regering te vormen en GERB belandde in de oppositie. Na de verkiezingen van oktober 2014 kwam de partij echter terug aan de macht en werd Borisov opnieuw premier. Hij leidde zijn tweede kabinet tot januari 2017.
Bij de presidentsverkiezingen van 2016 was Tsetska Tsatsjeva namens de GERB kandidaat om president van Bulgarije te worden. Ze behaalde de tweede ronde, maar werd daarin ruim verslagen door de onafhankelijke Rumen Radev. In 2017 wist de partij haar status als grootste partij van Bulgarije echter wel te behouden bij de parlementsverkiezingen, waarna Bojko Borisov zijn derde regering vormde. Bij de Europese parlementsverkiezingen van 2019 behaalde de GERB opnieuw vijf zetels.
Bij de Bulgaarse parlementsverkiezingen van 2021 vormde GERB een alliantie met de Unie van Democratische Krachten (SDS). Ondanks twintig zetels verlies bleef GERB veruit de populairste partij. Bij de verkiezingen van 11 oktober 2022 herstelde GERB zich zelfs met een score van 25,1%. Maar weer vond Borisov geen coalitiepartner.